# ريدووتر
ريدووتر (بالإنجليزية: Redwater, Texas)‏ هي مدينة تقع بولاية تكساس في شمال شرق الولايات المتحدة. تبلغ مساحة هذه المدينة 5.1 (كم²)، وترتفع عن سطح البحر 90 م، بلغ عدد سكانها 1057 نسمة في عام 2000 حسب إحصاء مكتب تعداد الولايات المتحدة وتصل الكثافة السكانية فيها 172.5 نسمة/كم2.

## وصلات خارجية
- The US50 - Cities and Towns in Texas State